# Macrosemiidae
I macrosemiidi (Macrosemiidae), altrimenti noti come macrosemiiformi (Macrosemiiformes), sono un gruppo di pesci ossei estinti, appartenenti ai ginglimodi. Vissero tra il Triassico medio e il Cretaceo superiore (circa 242 - 95 milioni di anni fa) e i loro resti fossili sono stati ritrovati in Europa, Asia, Nordamerica, Africa e Australia.

## Descrizione
Solitamente questi pesci erano di piccole dimensioni e non superavano i dieci centimetri di lunghezza, anche se si conoscono forme (ad esempio Uarbryichthys) lunghe oltre 30 centimetri. Il corpo era fusiforme e il cranio di grosse dimensioni, con un muso appuntito e leggermente incurvato verso il basso e orbite grandi. I macrosemiidi si distinguono facilmente da tutti gli altri Neopterygii a causa della presenza di sette ossa infraorbitali di forma peculiare, ognuna delle quali ricordava un piccolo cartiglio parzialmente arrotolato. Altre due ossa infraorbitali di dimensioni maggiori e a forma tubolare erano presenti dietro le orbite. L'osso interopercolare era piccolo e lontano dalla mandibola. Alcuni generi possedevano una pinna dorsale molto lunga (ad esempio Legnonotus e Macrosemius) ed erano sprovvisti di scaglie lungo la linea mediana del dorso. Non era presente alcuna supramaxilla, e il quadratojugale era un elemento libero. Al contrario degli alecomorfi, il simplectico non era specializzato. Le ossa frontali dei macrosemiidi si stringevano improvvisamente e divenivano quasi tubolari nella porzione antorbitale del cranio, racchiudendo la porzione anteriore del canale sensoriale sopraorbitale. Questa condizione si riscontra anche in Macrosemimimus, un altro semionotiforme.

## Classificazione
La famiglia Macrosemiidae, istituita da Thiollière nel 1858, comprende numerosi generi di piccoli pesci vissuti tra il Triassico e il Cretaceo. Per lungo tempo è stata considerata l'unica famiglia dell'ordine Macrosemiiformes, e le loro affinità non sono state ben chiarite (Bartram, 1977); recenti revisioni (Lopez-Arbarello, 2012) hanno indicato che i macrosemiidi sarebbero un gruppo piuttosto specializzato di pesci semionotiformi, all'interno dei ginglimodi. 
I più antichi macrosemiidi (Legnonotus) provengono da giacimenti del Triassico dell'Italia e del Regno Unito. Nel corso del Giurassico i macrosemiidi si diversificarono, pur mantenendo una notevole uniformità morfologica, e numerosi generi (Propterus, Macrosemius, Notagogus, Histionotus) sono noti dai famosi calcari litografici della Baviera. Nel corso del Cretaceo i macrosemiidi andarono incontro a una drastica riduzione verso la metà del periodo; le ultime forme note (Agoultichthys del Marocco) risalgono all'inizio del Cretaceo superiore. Forme affini ai macrosemiidi potrebbero essere Petalopteryx e Aphanepygus, del Cretaceo superiore del Libano. 

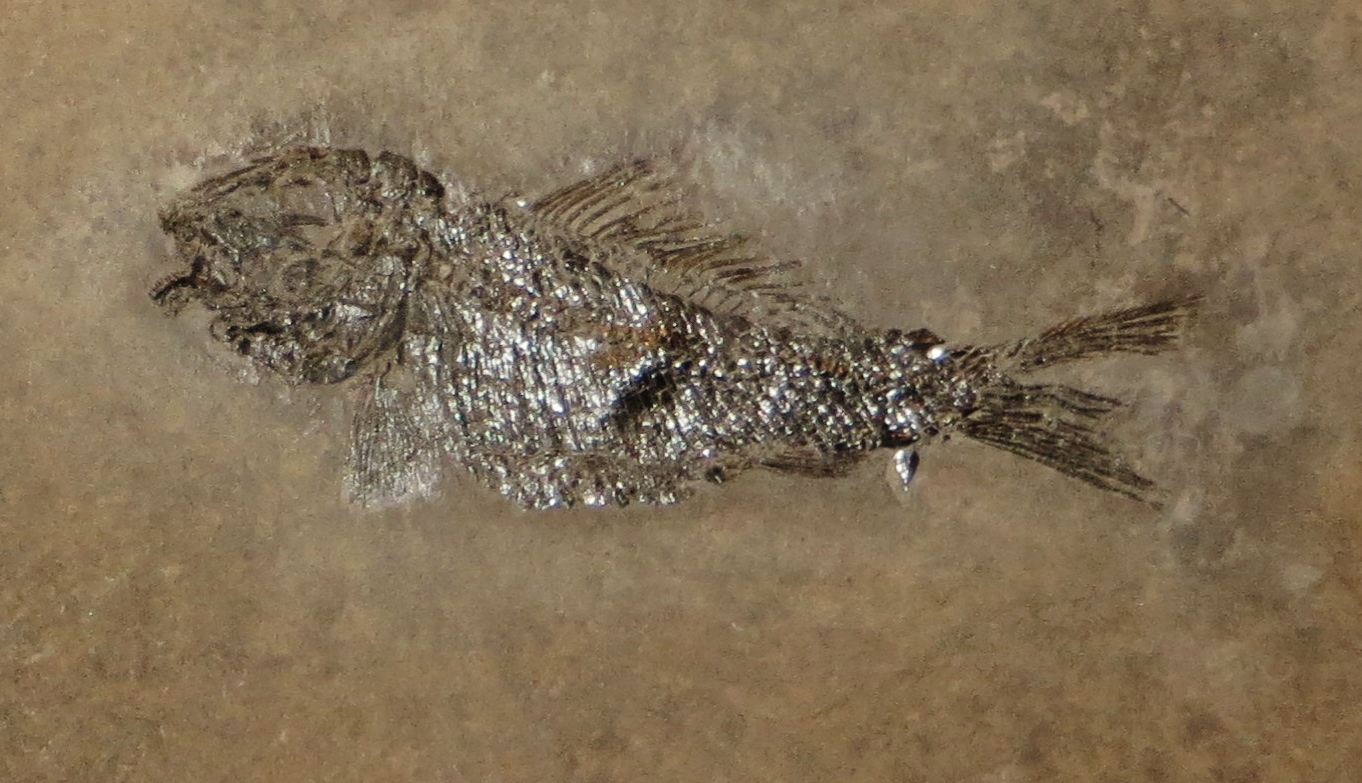
Fossile di Legnonotus krambergeri

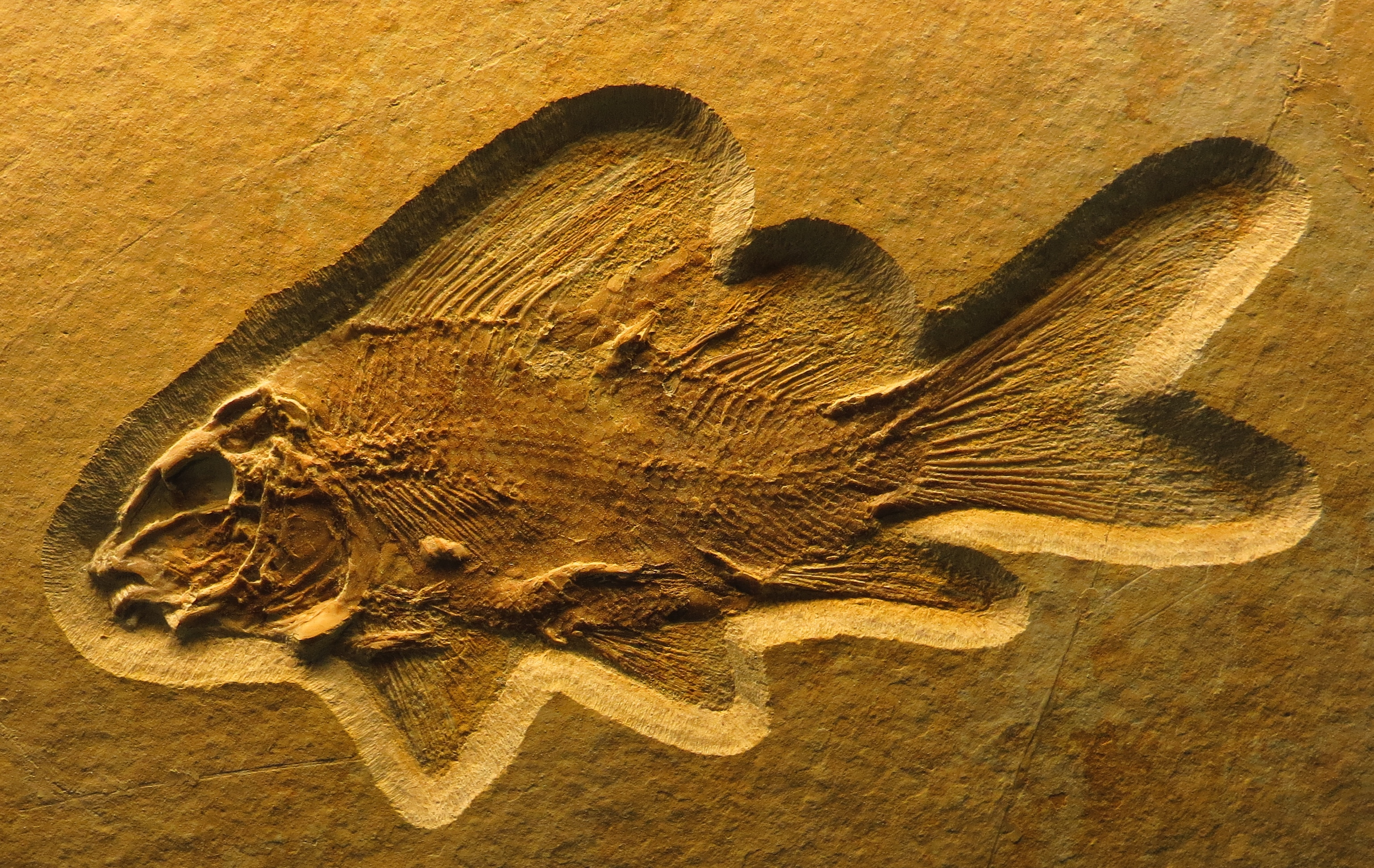
Fossile di Propterus elongatus

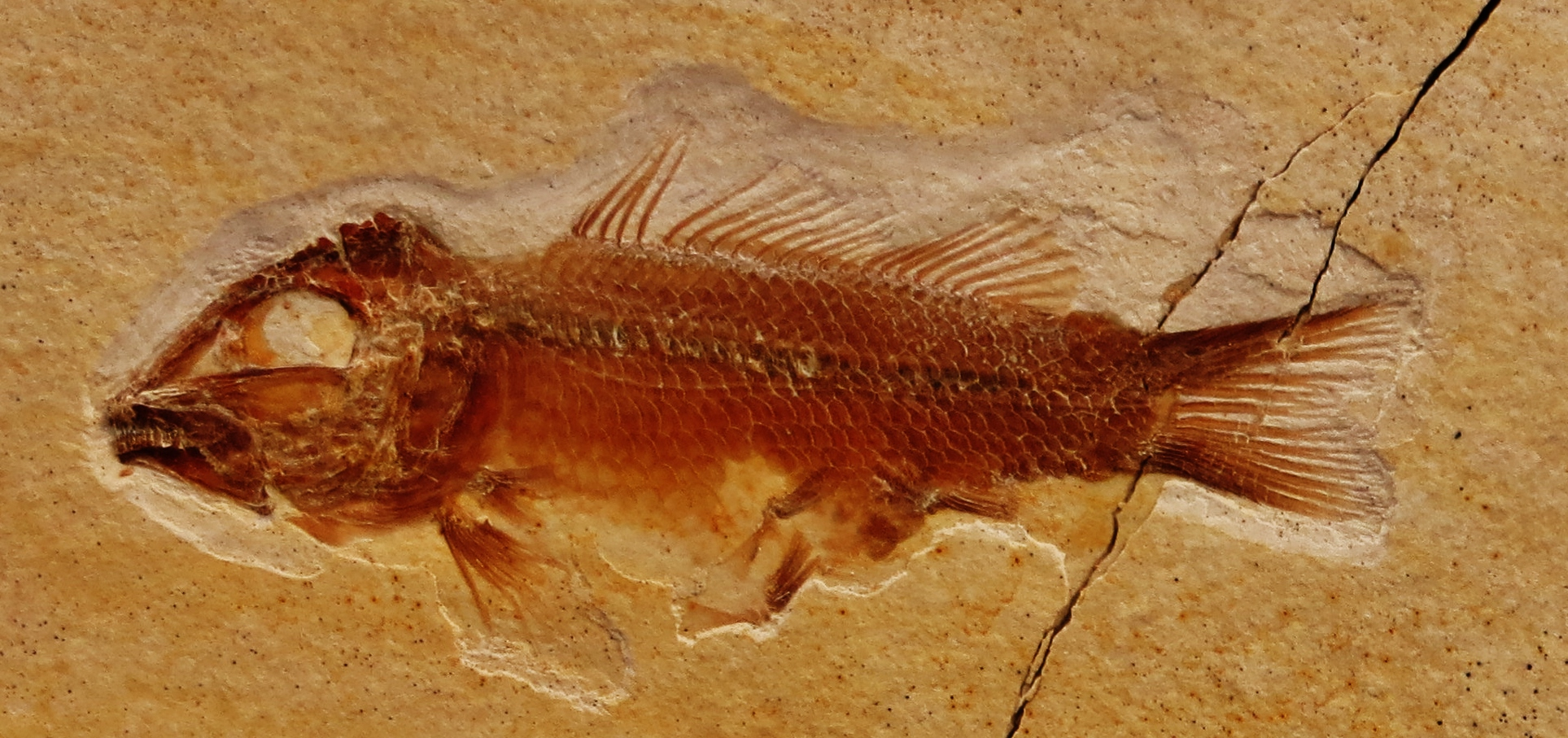
Fossile di Notagogus denticulatus

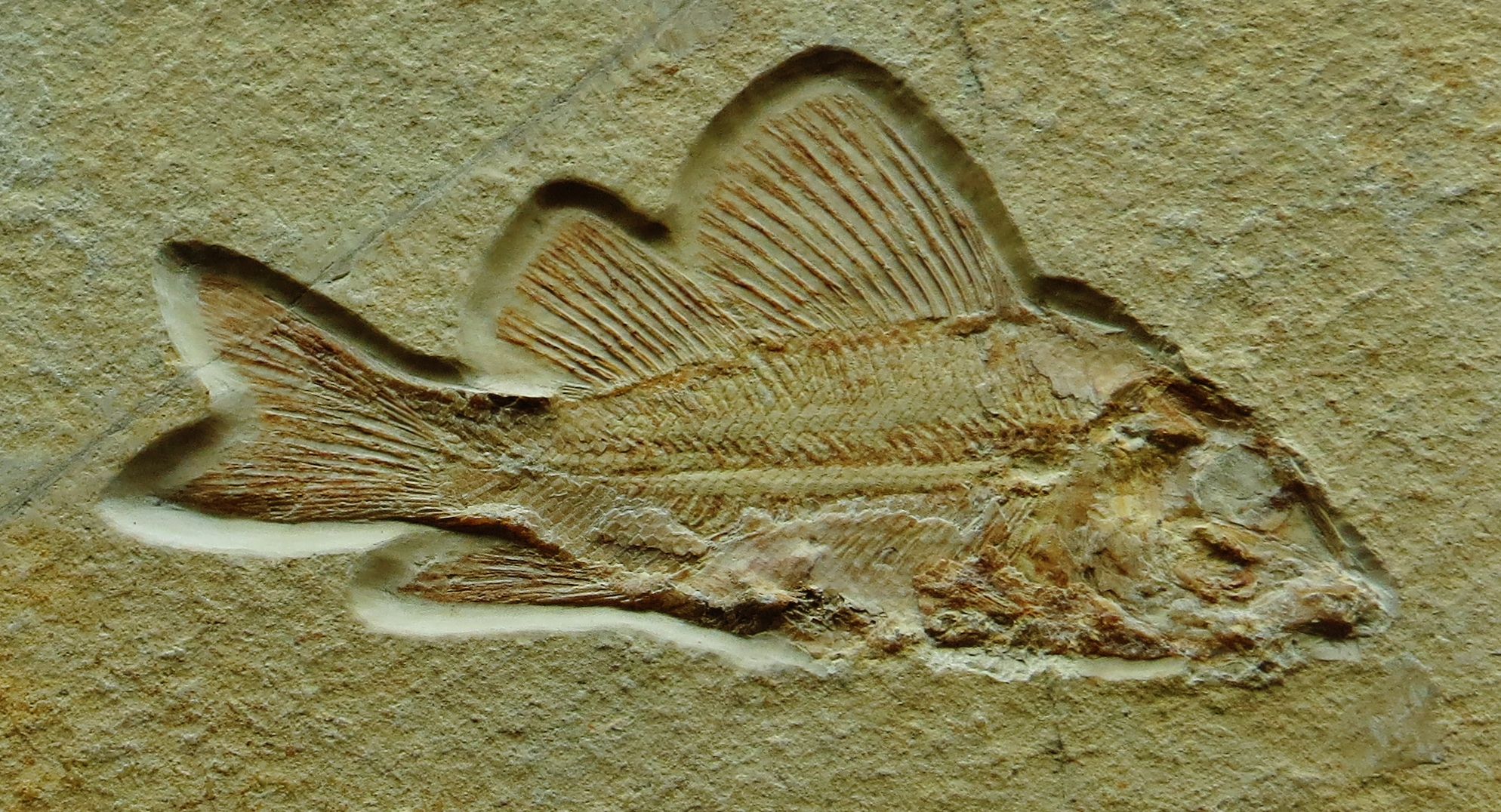
Fossile di Histionotus oberndorferi

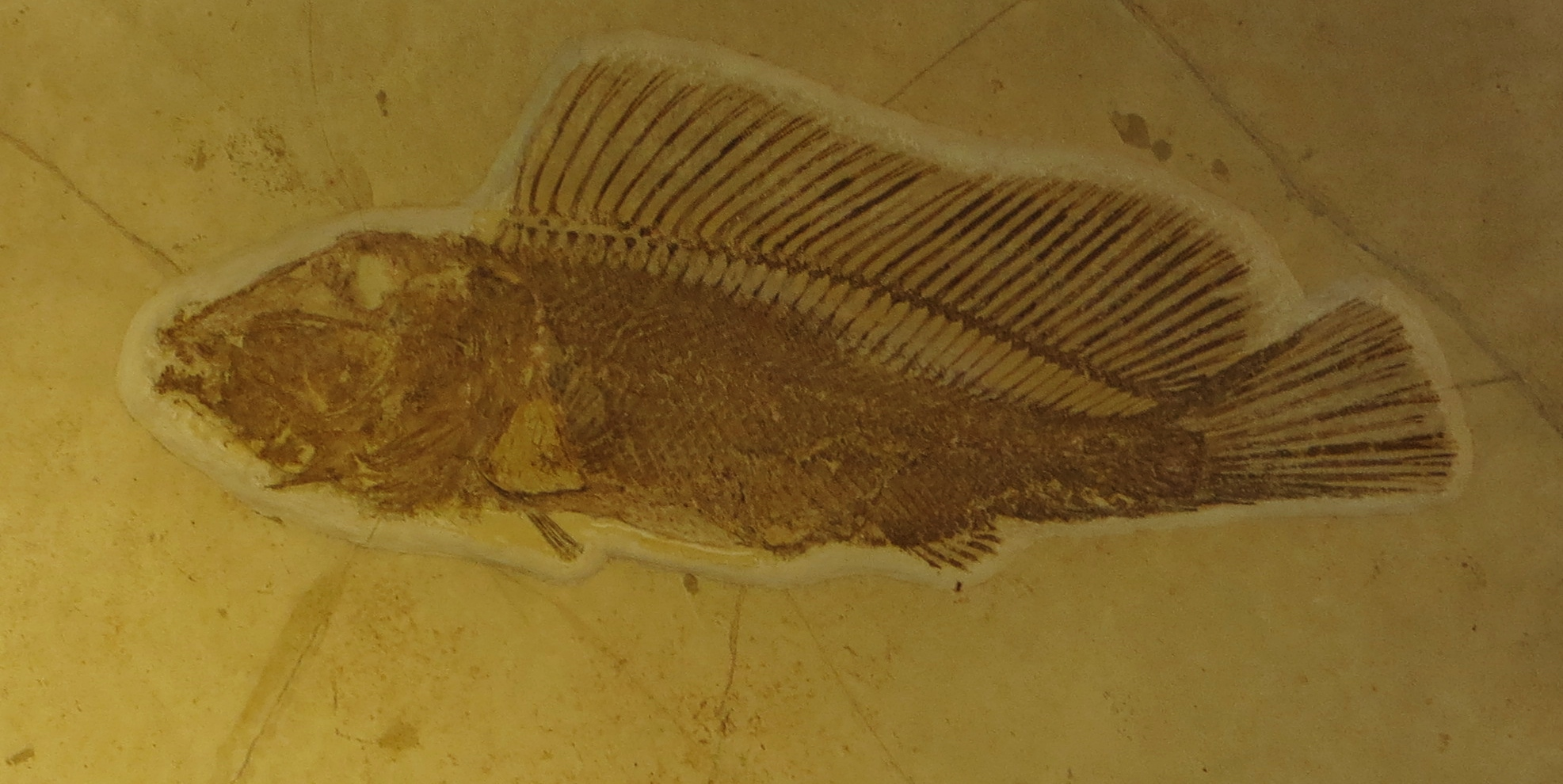
Fossile di Macrosemius rostratus

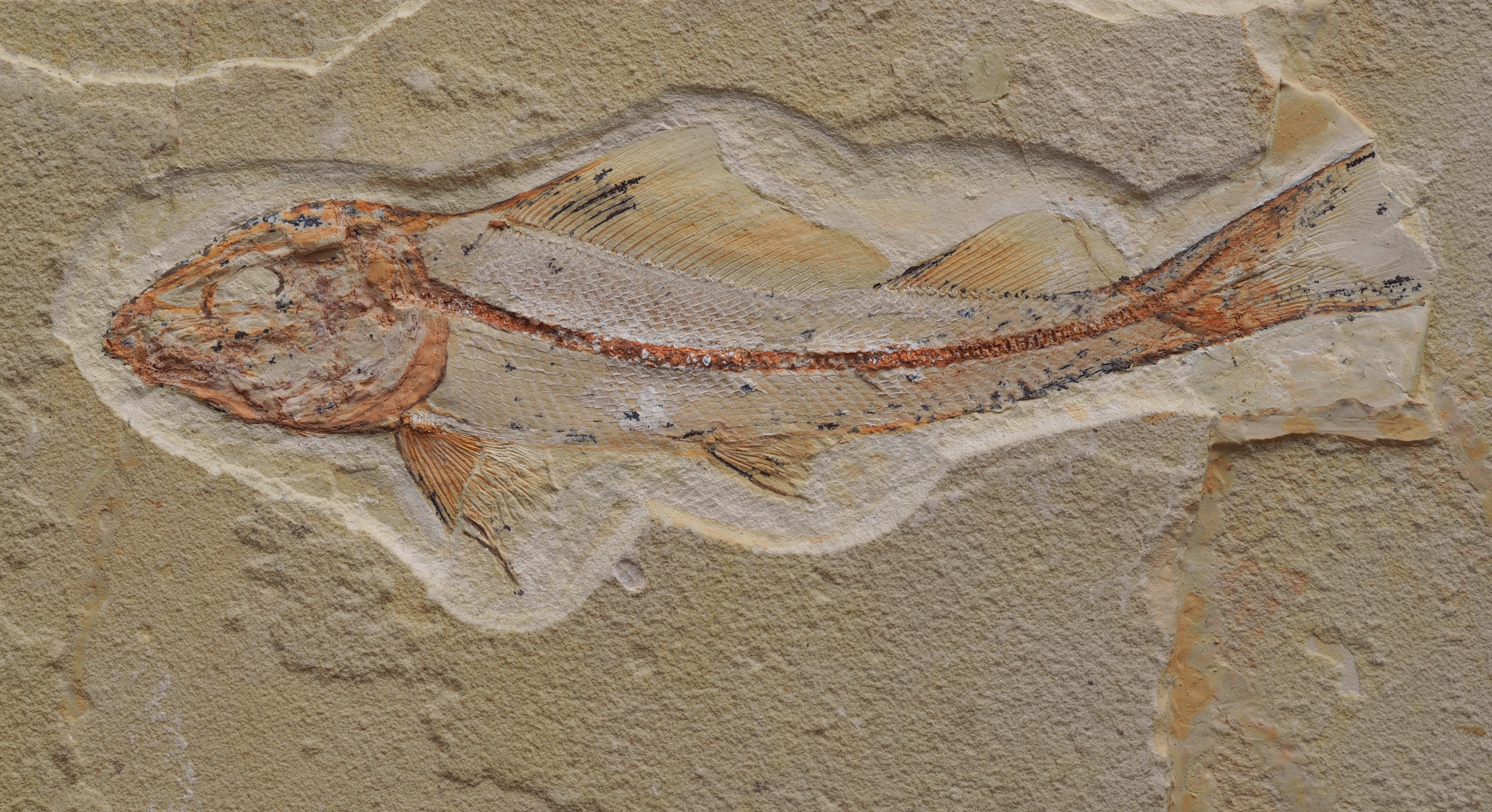
Fossile di Agoultichthys chattertoni

### Tassonomia
- †Ordine Semionotiformes
  - †Famiglia Semionotidae
  - †Famiglia Callipurbeckiidae
  - †Famiglia Macrosemiidae, Thiollière, 1858
    - †Eusemius Vetter 1881
    - †Blenniomoeus Costa 1850 [Calignathus Costa 1853]
    - †Enchelyolepis Woodward 1918
    - †Palaeomacrosemius Ebert, Lane & Kolbl-Ebert 2016
    - †Voelklichthys Arratia & Schultze 2012
    - †Notagogus Agassiz 1833-1844 [Neonotagogus Bravi 1994]
    - †Agoultichthys Murray & Wilson 2009
    - †Histionotus Egerton 1854
    - †Propterus Agassiz 1833-1844 [Rhynchoncodes Costa 1850]
    - †Macrosemiocotzus González-Rodríguez, Applegate & Espinosa-Arrubarrena 2004
    - †Legnonotus Egerton 1853
    - †Macrosemius Agassiz 1833-1844
    - †Uarbryichthys Wade 1940

## Paleobiologia
Probabilmente i macrosemiidi erano pesci abitatori delle scogliere, che si nutrivano di piccoli animali invertebrati o forse di alghe.